# Anatella digitata
Anatella digitata är en tvåvingeart som beskrevs av Zaitzev 1989. Anatella digitata ingår i släktet Anatella och familjen svampmyggor. Inga underarter finns listade i Catalogue of Life.